# Албайрак, Эрен
Эрен Албайрак (тур. Eren Albayrak; род. 23 апреля 1991, Стамбул) — турецкий футболист, левый защитник клуба «Бодрумспор».

## Карьера игрока
Молодёжную карьеру провёл в клубе «Бурсаспор», где в 2007 году начал профессиональную карьеру. В 2011 году перешёл в клуб «Трабзонспор», но не провёл ни одного официального матча за «бордово-голубых». 1 матч в 2012 году в аренде провёл за «Ордуспор». Также в аренде с 2012 по 2013 года выступал за «1461 Трабзон». С 2013 по 2016 годы играл в «Ризеспоре».

## Международная карьера
Единственный матч за национальную сборную Турция состоялся 31 марта 2015 года в товарищеском матче против сборной Люксембурга (1ː2).

## Достижения

### «Трабзонспор»
- Чемпион Турции: 2009/10